# أرماندو مارتينيز (دراج)
أرماندو مارتينيز (بالإسبانية: Armando Martínez)‏ هو دراج مكسيكي، ولد في 2 يوليو 1931 في Zacapu ‏ في المكسيك.

## وصلات خارجية
- أرماندو مارتينيز على موقع أوليمبيديا (الإنجليزية)